# Бруннер, Генрих
Генрих Бруннер (нем. Heinrich Brunner; 21 июня 1840, Вельс — 11 августа 1915, Бад-Киссинген) — немецкий историк права.

## Биография
Генрих Бруннер родился 21 июня 1840 года в Вельсе в Верхней Австрии. После обучения в университетах Вены, Геттингена и Берлина он в 1865 году начал читать в Вене историю германского права, в 1868 году был выбран ординарным профессором в Лемберге, в 1870 году — в Праге. С 1873 года занял кафедру истории германского права в Берлинском университете.
С 1872 года Бруннер посвятил себя в первую очередь изучению ранних правовых норм и учреждений франков и родственных им народов Западной Европы. Исследования Бруннера имели выдающееся значение для истории немецкого, франкского, норманнского и англо-норманнского права. Он также стал крупным учёным в области современного ему немецкого права. Он стал членом Берлинской академии наук в 1884 году и в 1886 году, после смерти Г. Вайца, стал главным редактором издания Leges Monumenta Germaniae Historica.
Его сочинение «Die Entstehung der Schwurgerichte» (Берлин, 1872), в котором он на основании источников установил преемственную историческую связь между английским жюри и институтами франкского процесса, занесёнными в Англию норманнами, составило эпоху в науке. Главный его труд — «Deutsche Rechtsgeschichte» (том I, Лейпциг, 1887) — входил в состав издававшегося Биндингом «Systematisches Handbuch der deutschen Rechtswissenschaft». В 1863—1864 годах Бруннер выступал и на политическом поприще и устно и письменно защищал главенство Пруссии в Германии.

## Избранная библиография
- «Die Entstehung der Schwurgerichte» (Берлин, 1872);
- «Zeugen und Inquisitionsbeweis der karolingischen Zeit» (Вена, 1866);
- «Das anglonormännische Erbfolgesystem, nebst einem Excurs über die älteren normännischen Coutumes» (Лейпциг, 1869);
- «Zur Rechtsgeschichte der römischen und germanischen Urkunde» (Берлин, 1880);
- «Deutsche Rechtsgeschichte» (Лейпциг, 1887—1892);
- «Mithio und Sperantes» (Берлин, 1885);
- «Die Landschenkungen der Merowinger und Agilolfinger» (Берлин, 1885);
- «Das Gerichtszeugnis und die fränkische Königsurkunde» (Берлин, 1873);
- «Forschungen zur Geschichte des deutschen und französischen Rechts» (Штутгарт, 1894);
- «Grundzüge der deutschen Rechtsgeschichte» (Лейпциг, 1901).